# Osdorf (Szlezwik-Holsztyn)
Osdorf (duń. Ostorp) – miejscowość i gmina w Niemczech, w kraju związkowym Szlezwik-Holsztyn, w powiecie Rendsburg-Eckernförde, wchodzi w skład urzędu Dänischer Wohld.